# زبان‌های چینی
زبان‌های چینی شاخه اصلی خانواده زبان‌های چینی-تبتی را تشکیل می‌دهند. غالباً مطرح می‌شود که بین زبان‌های چینی و سایر اعضای خانواده (زبان‌های تبتی-برمه‌ای) اختلاف اساسی وجود دارد، اما این نظر توسط تعداد فزاینده‌ای از محققان رد می‌شود. زبان‌های بای، که طبقه‌بندی آنها دشوار است، ممکن است شاخه ای جداشده از چینی کهن و جزئی از خانواده زبان‌های چینی باشد.
زبان‌های چین (انگلیسی: Languages of China) زبان‌هایی هستند که در چین صحبت می‌شوند. زبان غالب در چین که به هفت گروه زبان اصلی (که به دلایل سیاسی به عنوان لهجه تقسیم‌بندی می‌شوند) تقسیم می‌شود، به عنوان هانیو (چینی ساده شده: 汉语؛ چینی سنتی: 漢語؛ پینین: هاننی) شناخته می‌شود و به عنوان یک رشته علمی مجزا در چین در نظر گرفته شده و مطالعه می‌شود. هانیو یا زبان هان، هشت گونه اصلی را شامل می‌شود که از نظر ساخت‌شناسی واژگانی و آوایی از یکدیگر به حدی متفاوت هستند که اغلب از نظر متقابل برای گویشوران خود غیرقابل درک خواهند بود شبیه زبان انگلیسی و زبان آلمانی یا زبان دانمارکی. زبان‌هایی که بیشتر مورد مطالعه و پشتیبانی دولت قرار گرفته‌اند شامل زبان چینی، زبان مغولی، زبان تبتی، زبان اویغوری و زبان ژوانگ است. چین ۳۰۲ زبان زنده دارد که در اتنولوگ ذکر شده‌است. بر اساس برآوردها در سال ۲۰۱۰ میلادی ۹۵۵ میلیون نفر از جمعیت ۱۳۴۰ میلیون نفری چین به گونه‌های مختلف زبان ماندارین به عنوان زبان اول صحبت می‌کنند که در حدود ۷۱ درصد جمعیت این کشور می‌باشند.

## جمعیت
تعداد سخنوران شاخه‌های اصلی زبانهای چینی، برگرفته از آمار یا تخمین (۲۰۱۹) و گردشده:
| شاخه     | شمار گویشوران |
| -------- | ------------- |
| ماندارین | ۸۵۰٬۰۰۰٬۰۰۰   |
| وو       | ۹۵٬۰۰۰٬۰۰۰    |
| یوئی     | ۸۰٬۰۰۰٬۰۰۰    |
| جین      | ۷۰٬۰۰۰٬۰۰۰    |
| مین      | ۶۰٬۰۰۰٬۰۰۰    |
| هاکا     | ۵۵٬۰۰۰٬۰۰۰    |
| شیانگ    | ۵۰٬۰۰۰٬۰۰۰    |
| گن       | ۳۰٬۰۰۰٬۰۰۰    |
| هوی      | ۷٬۰۰۰٬۰۰۰     |
| پینگ     | ۳٬۰۰۰٬۰۰۰     |
| سایر     | ?             |
| کل       | ۱٬۳۰۰٬۰۰۰٬۰۰۰ |

## دسته‌بندی داخلی
دسته‌بندی سنتی و گویشی زبان‌های چینی مبتنی بر سیر تکامل دسته‌های صدای چینی میانه است. برای دسته‌بندی، تحقیقات و مقایسه‌های کمی انجام شده‌است (روش معمول برای بازسازی روابط بین زبان‌ها) و در مورد میزان فهم متقابل بین زبان‌ها اطلاعات کمی موجود است. حتی در دسته‌بندی گویش‌ها نیز در مورد جزییات اختلاف وجود دارد. استقرار سه سرگروه جدید هوی، جین و پینگ در دهه ۱۹۸۰، با وجود اینکه پینگ شامل ۲ و هوی ۶ زبان بود، نمونه‌ای از این اختلافات است.
اعتقاد بر این است که زبان‌های مین همانند بای مستقیماً از چینی کهن ریشه گرفته‌اند. از شواهد این دسته‌بندی این است که همه زبان‌های چینی به جز مین می‌توانند در ساختار کی‌یون، یک واژه‌نامه قرن هفتمی، قرار بگیرند. با این حال، این دیدگاه به‌طور جهانی پذیرفته نیست.